# Peintre du Mastos

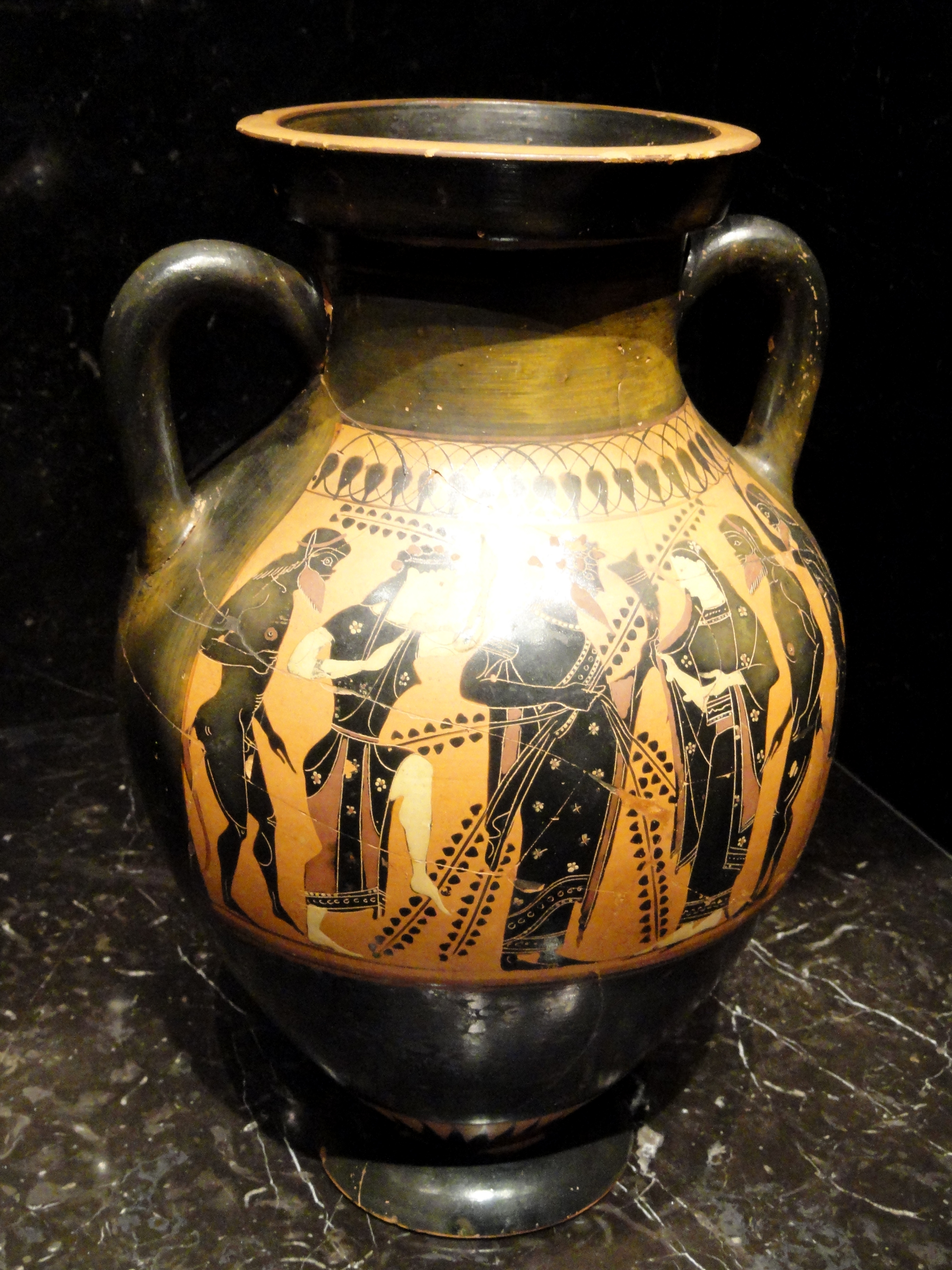
Amphore du musée d'art Nelson-Atkins. Dionysos et Ariane.

Le peintre du Mastos est un peintre de vases grec actif en Attique au milieu du VIe siècle av. J.-C. et producteur de vases peints à figures noires.

## Œuvre
Le peintre du Mastos a été identifié par John Boardman : il tire son nom d'un mastos de Wurtzbourg qui lui a été attribué.
Il fait partie du cercle du peintre de Lysippide.

### Vases attribués au peintre du Mastos
- Mastos. Wurtzbourg, inv. no 391. Dionysos avec des satyres. C'est ce vase, étudié par John Boardman qui lui a valu son nom.
- Amphore. Marseille, Musée d'archéologie méditerranéenne, inv. no 7197[2].
- Amphore. Amiens, musée de Picardie, inv. no 3057.179[3].
- Amphore. Kansas City (Missouri), musée d'art Nelson-Atkins, inv. no 33-3/1[4].
- Amphore panathénaïque. Nauplie, musée archéologique de Nauplie, collection Glymenopoulos.
- Amphore pseudo-panathénaique. Boston, Museum of Fine Arts, inv. no 01.8127[5].